# Moscadello di Montalcino
La Moscadello di Montalcino è una DOC riservata ad alcuni vini la cui produzione è consentita nella provincia di Siena.

## Zona di produzione
La zona di produzione comprende, in provincia di Siena, l'intero territorio del seguente comune: Montalcino.

## Storia
Nel territorio di Montalcino, la coltivazione dell'uva di qualità Moscadella affonda le sue origini già nel Rinascimento: basti pensare che già un famoso storico d'enologia italiano, Sante Lacerio, bottigliere tra l'altro di Papa Paolo III, apprezzava le caratteristiche di un Moscadello dall'aspetto dorato, amabile e piacevole senza tuttavia essere eccessivamente dolce, caratteristiche che ricalcano alla perfezione quelle del Moscadello di Montalcino. 
Nel 1540, in una lettera inviata da Venezia ad un amico, lo scrittore Pietro Aretino lo ringrazia elogiandolo per il dono di un "caratello di prezioso, delicato Moscadello, tondotto, leggiero, e di quel frizzante iscarico che par che biascia, morde e trae di calcio, parole che parrebbon la sete in su’ le labbra ...".
Molto nota è la citazione di Francesco Redi, il medico e poeta aretino, uomo di raffinate qualità e scienziato insigne, che compose nel 1685 il Bacco in Toscana, in onore ai migliori vini della sua terra sulle orme gioiose dei vecchi ditirambi ellenici.
La coltivazione dei vitigni di uva Moscadella, in Toscana, venne quasi integralmente distrutta dagli attacchi della Fillossera (Daktulosphaira vitifoliae), e non vennero ricostituiti se non negli ultimi decenni del secolo scorso, in gran parte mediante l'utilizzo di uve di tipo Moscato bianco originarie del Piemonte.

## Tecniche di produzione
I vigneti non devono essere ad una altitudine superiore ai 600 mt s.l.m; è vietata ogni pratica di forzatura ed è consentita la pratica dell'irrigazione di soccorso. La presa di spuma per il tipo “Frizzante” deve avvenire solo attraverso fermentazione naturale. Per la tipologia "Vendemmia Tardiva" è vietato qualsiasi tipo di arricchimento.
La tipologia "Vendemmia Tardiva" deve essere sottoposto ad un periodo di affinamento di almeno un anno, calcolato dal 1° gennaio dell'anno successivo alla vendemmia e non può essere immesso al consumo prima del 1° gennaio del secondo anno successivo alla vendemmia.

## Disciplinare
Il Moscadello di Montalcino DOC è stato istituito con DPR 13 novembre 1984 pubblicato sulla Gazzetta Ufficiale n. 139 del 14 giugno 1985.
Successivamente è stato modificato con:
- DM 2 agosto 1993 GU 200 del 26 agosto 1993
- DM 28 settembre 1995 GU 2 del 3 gennaio 1996
- DM 26 maggio 2010 GU 146 del 25 giugno 2010
- DM 30 novembre 2011 GU 295 del 20 dicembre 2011
- La versione in vigore è stata approvata con DM 7 marzo 2014 Pubblicato sul sito ufficiale del Mipaaf Sezione Qualità e Sicurezza Vini DOP e IGP[1]

## Tipologie

### Tranquillo
| uvaggio                        | Moscato Bianco min 85%; Possono concorrere alla produzione di detto vino anche le uve provenienti dai vitigni a bacca bianca, idonei alla coltivazione nella Regione Toscana max 15%. |
| titolo alcolometrico minimo    | 10,50 % vol. |
| acidità totale minima          | 4,5 g/l. |
| estratto secco minimo          | 17,00 g/l |
| resa massima di uva per ettaro | 100 q. |
| resa massima di uva in vino    | 65 % |

#### Caratteri organolettici
- Aspetto: giallo paglierino;
- Olfatto: caratteristico, delicato, fresco e persistente;
- Gusto: aromatico, dolce, armonico, caratteristico dell’uva moscato.

#### Abbinamenti consigliati
Aperitivi, frutta, dessert o addirittura il gelato.

### Frizzante
| uvaggio                        | Moscato Bianco min 85%; Possono concorrere alla produzione di detto vino anche le uve provenienti dai vitigni a bacca bianca, idonei alla coltivazione nella Regione Toscana max 15%. |
| titolo alcolometrico minimo    | 10,50 % vol. |
| acidità totale minima          | 4,5 g/l. |
| estratto secco minimo          | 17,00 g/l |
| resa massima di uva per ettaro | 100 q. |
| resa massima di uva in vino    | 65 % |

#### Caratteri organolettici
- Aspetto: giallo paglierino tenue, con spuma fine e vivace;
- Olfatto: caratteristico, delicato, fresco e persistente;
- Gusto: aromatico, dolce, armonico, caratteristico dell’uva moscato.

#### Abbinamenti consigliati
Il Moscadello di Montalcino, considerate le sue caratteristiche, è un vino ottimo per accompagnare frutta, dessert o addirittura il gelato.

### Vendemmia Tardiva
| uvaggio                        | Moscato Bianco min 85%; Possono concorrere alla produzione di detto vino anche le uve provenienti dai vitigni a bacca bianca, idonei alla coltivazione nella Regione Toscana max 15%. |
| titolo alcolometrico minimo    | 15,00 % vol. |
| acidità totale minima          | 4,0 g/l. |
| estratto secco minimo          | 24,00 g/l |
| resa massima di uva per ettaro | 50 q. |
| resa massima di uva in vino    | 45 % |

#### Caratteri organolettici
- Aspetto: dal giallo paglierino al giallo dorato;
- Olfatto: caratteristico, delicato e persistente;
- Gusto: aromatico, dolce ed armonico.

#### Abbinamenti consigliati
Biscotti e pasticcini, formaggi erborinati.